# 15 Pułk Moździerzy
15 pułk moździerzy (15 pm) – oddział artylerii ludowego Wojska Polskiego.

## Historia

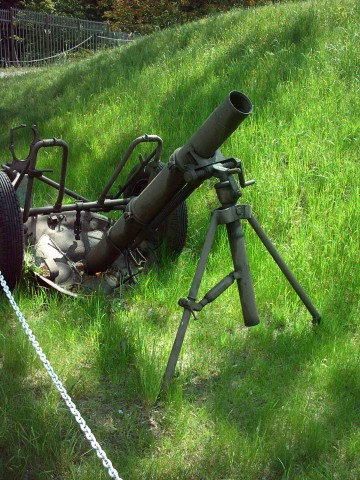
120 mm moździerz wz. 1938

Pułk został sformowany wiosną 1949 roku, w garnizonie Kołobrzeg, w składzie 8 Drezdeńskiej Dywizji Zmechanizowanej, według etatu Nr 5/45 o stanie 724 żołnierzy i 15 pracowników kontraktowych.
Jesienią 1951 roku jednostka została przeformowana na etat Nr 5/87 o stanie 453 żołnierzy i 12 pracowników cywilnych. Jesienią 1955 roku pułk został rozformowany.

## Struktura organizacyjna
według etatu Nr 5/45
- Dowództwo pułku
  - dwa dywizjony moździerzy
  - pułkowa szkoła podoficerska

Etatowe uzbrojenie stanowiły czterdzieści dwa 120 mm moździerze wzór 1938.